# Khabur
Khabur, även Chabur eller Habur, är en biflod från vänster till Eufrat i  norra Syrien och Eufrats största tillflöde. Den hette under antiken Chaboras (Aborras), Araxes enligt Xenofon och Kebar bland hebréerna. I Gamla testamentet hade profeten Hesekiel sina profetiska syner vid dess strand. Denna flod utgjorde länge (efter 165 e. Kr.) gränsen för det romerska Mesopotamien.
Tidiga jordbrukskulturer uppkom där under neolitisk tid. Runt Khabur finns idag 33 assyriska byar. Majoriteten av de som bor vid bifloden är assyrier men det finns andra folkgrupper såsom kurder , araber m.m. I februari 2015 attackerade IS Den terrorgruppen de assyriska byarna och drev ut tusentals assyrier från deras ursprungsområde. Assyrierna bodde där och hade övergripande kontroll över Khabur i över 70 år. De första assyrierna flydde från Hakkari-bergen från Irak under 1900-talet och bosatte sig runt Khabur. Ständigt pågår en process i att Arabifiera de assyriska byarna. Sedan 2011 då krigets Syrien bröt ut så är den nordvästra delen av Syrien (bland annat Khabur) ockuperad från den syriska regeringen olagligt. En högkultur utvecklades senare under bronsåldern då området bosattes av hurriter.